# رپتسه‌ویش
رپتسه‌ویش (به مجاری:  Répcevis) یک شهرداری در مجارستان است که در ناحیه شوپرون واقع شده‌است. رپتسه‌ویش ۶٫۰۹ کیلومتر مربع مساحت و ۳۹۲ نفر جمعیت دارد.